# هارون جيلمور
هارون جيلمور (بالإنجليزية: Aaron Gilmore)‏ هو اقتصادي وسياسي نيوزلندي، ولد في 26 أغسطس 1973 في نيوزيلندا. حزبياً، نشط في الحزب الوطني في نيوزيلندا. وقد انتخب عضو مجلس النواب نيوزيلندا.